# Louis Delluc-priset
Louis Delluc-priset (franska: Prix Louis-Delluc [pʁi lwi dɛlyk]) är ett franskt pris för årets bästa inhemska film. Priset instiftades 1937 till minne av kritikern och regissören Louis Delluc (1890–1924).

## Pristagare
| År        | Svensk titel                              | Originaltitel                             | Regissör               |
| --------- | ----------------------------------------- | ----------------------------------------- | ---------------------- |
| 1937      | Natthärbärget                             | Les Bas-fonds                             | Jean Renoir            |
| 1938      | Puritanen och gatflickan                  | Le Puritain                               | Jeff Musso             |
| 1939      | Dimmornas kaj                             | Le Quai des brumes                        | Marcel Carné           |
| 1940–1944 | ej utdelat                                | ej utdelat                                | ej utdelat             |
| 1945      | Vingar över Spanien                       | Espoir                                    | André Malraux          |
| 1946      | Flickan och odjuret                       | La Belle et la Bête                       | Jean Cocteau           |
| 1947      | Paris 1900                                | Paris 1900                                | Nicole Védrès          |
| 1948      | Som folk är värst                         | Les Casse-pieds                           | Jean Dréville          |
| 1949      | Möte i julinatt                           | Rendez-vous de juillet                    | Jacques Becker         |
| 1950      | Prästmans dagbok                          | Le Journal d'un curé de campagne          | Robert Bresson         |
| 1951      | ej utdelat                                | ej utdelat                                | ej utdelat             |
| 1952      | Den blodröda gardinen                     | Le Rideau cramoisi                        | Alexandre Astruc       |
| 1953      | Semestersabotören                         | Les Vacances de monsieur Hulot            | Jacques Tati           |
| 1954      | De djävulska                              | Les Diaboliques                           | Henri-Georges Clouzot  |
| 1955      | Kärleksmanöver                            | Les Grandes Manœuvres                     | René Clair             |
| 1956      | Den röda ballongen                        | Le Ballon rouge                           | Albert Lamorisse       |
| 1957      | Hiss till galgen                          | Ascenseur pour l'échafaud                 | Louis Malle            |
| 1958      | Jag, en svart                             | Moi un noir                               | Jean Rouch             |
| 1959      | Man begraver inte på söndagar             | On n'enterre pas le dimanche              | Michel Drach           |
| 1960      | En man kom tillbaka                       | Une aussi longue absence                  | Henri Colpi            |
| 1961      | Ett hjärta i mina händer                  | Un cœur gros comme ça                     | François Reichenbach   |
| 1962      | Den odödliga                              | L'Immortelle                              | Alain Robbe-Grillet    |
| 1962      | Friaren                                   | Le Soupirant                              | Pierre Étaix           |
| 1963      | Paraplyerna i Cherbourg                   | Les Parapluies de Cherbourg               | Jacques Demy           |
| 1964      | Min lycka                                 | Le Bonheur                                | Agnès Varda            |
| 1965      | Vilken himla kalabalik                    | La Vie de château                         | Jean-Paul Rappeneau    |
| 1966      | Kriget är slut                            | La Guerre est finie                       | Alain Resnais          |
| 1967      | Å ett sånt härligt sex                    | Benjamin ou les mémoires d'un puceau      | Michel Deville         |
| 1968      | Stulna kyssar                             | Baisers volés                             | François Truffaut      |
| 1969      | Det bittra ljuva livet                    | Les choses de la vie                      | Claude Sautet          |
| 1970      | Claires knä                               | Le Genou de Claire                        | Éric Rohmer            |
| 1971      | Möte i Bray                               | Rendez-vous à Bray                        | André Delvaux          |
| 1972      | Gisslan                                   | État de siège                             | Costa-Gavras           |
| 1973      | Urmakaren i Saint-Paul                    | L'Horloger de Saint-Paul                  | Bertrand Tavernier     |
| 1974      | La Gifle                                  | La Gifle                                  | Claude Pinoteau        |
| 1975      | Cousin, cousine                           | Cousin, cousine                           | Jean-Charles Tacchella |
| 1976      | Man kallade honom sheriffen               | Le Juge Fayard dit Le Shériff             | Yves Boisset           |
| 1977      | Pepparmint soda                           | Diabolo menthe                            | Diane Kurys            |
| 1978      | L'Argent des autres                       | L'Argent des autres                       | Christian de Chalonge  |
| 1979      | Fågeln och tyrannen                       | Le Roi et l'oiseau                        | Paul Grimault          |
| 1980      | Un étrange voyage                         | Un étrange voyage                         | Alain Cavalier         |
| 1981      | Chefen                                    | Une étrange affaire                       | Pierre Granier-Deferre |
| 1982      | Danton                                    | L'Affaire Danton                          | Andrzej Wajda          |
| 1983      | Länge leve kärleken...                    | À nos amours                              | Maurice Pialat         |
| 1984      | La diagonale du fou                       | La diagonale du fou                       | Richard Dembo          |
| 1985      | Jag är ingen barnunge längre!             | L'Effrontée                               | Claude Miller          |
| 1986      | Ont blod                                  | Mauvais Sang                              | Leos Carax             |
| 1987      | Soigne ta droite                          | Soigne ta droite                          | Jean-Luc Godard        |
| 1987      | Vi ses igen, barn                         | Au revoir les enfants                     | Louis Malle            |
| 1988      | Franska stunder                           | La Lectrice                               | Michel Deville         |
| 1989      | En värld utan medlidande                  | Un monde sans pitié                       | Éric Rochant           |
| 1990      | Le Petit Criminel                         | Le Petit Criminel                         | Jacques Doillon        |
| 1990      | Hårfrisörskans make                       | Le Mari de la coiffeuse                   | Patrice Leconte        |
| 1991      | All världens morgnar                      | Tous les matins du monde                  | Alain Corneau          |
| 1992      | Le Petit prince a dit                     | Le Petit prince a dit                     | Christine Pascal       |
| 1993      | Smoking/No Smoking                        | Smoking/No Smoking                        | Alain Resnais          |
| 1994      | Den vilda vassen                          | Les Roseaux sauvages                      | André Téchiné          |
| 1995      | Nelly och herr Arnaud                     | Nelly et M. Arnaud                        | Claude Sautet          |
| 1996      | Kommer det att snöa till jul?             | Y aura-t-il de la neige à Noël?           | Sandrine Veysset       |
| 1997      | On connaît la chanson                     | On connaît la chanson                     | Alain Resnais          |
| 1997      | Marius & Jeannette                        | Marius et Jeannette                       | Robert Guédiguian      |
| 1998      | L'Ennui                                   | L'Ennui                                   | Cédric Kahn            |
| 1999      | Farväl, sköna hem!                        | Adieu, plancher des vaches!               | Otar Iosseliani        |
| 2000      | Sängfösaren                               | Merci pour le chocolat                    | Claude Chabrol         |
| 2001      | Intimacy                                  | Intimité                                  | Patrice Chéreau        |
| 2002      | Att vara och ha                           | Être et avoir                             | Nicolas Philibert      |
| 2003      | Un couple épatant / Cavale / Après la vie | Un couple épatant / Cavale / Après la vie | Lucas Belvaux          |
| 2003      | Les Sentiments                            | Les Sentiments                            | Noémie Lvovsky         |
| 2004      | Kung och drottning                        | Rois et reine                             | Arnaud Desplechin      |
| 2005      | Les Amants réguliers                      | Les Amants réguliers                      | Philippe Garrel        |
| 2006      | Lady Chatterleys älskare                  | Lady Chatterley                           | Pascale Ferran         |
| 2007      | Couscous                                  | La Graine et le Mulet                     | Abdellatif Kechiche    |
| 2008      | La Vie moderne                            | La Vie moderne                            | Raymond Depardon       |
| 2009      | En profet                                 | Un prophète                               | Jacques Audiard        |
| 2010      | Mistérios de Lisboa                       | Mistérios de Lisboa                       | Raúl Ruiz              |
| 2011      | Mannen från Le Havre                      | Le Havre                                  | Aki Kaurismäki         |
| 2012      | Les Adieux à la reine                     | Les Adieux à la reine                     | Benoît Jacquot         |
| 2013      | Blå är den varmaste färgen                | La Vie d'Adèle : Chapitres 1 et 2         | Abdellatif Kechiche    |
| 2014      | Moln över Sils Maria                      | Sils Maria                                | Olivier Assayas        |
| 2015      | Fatima                                    | Fatima                                    | Philippe Faucon        |
| 2016      | En kvinnas liv                            | Une vie                                   | Stéphane Brizé         |
| 2017      | Barbara                                   | Barbara                                   | Mathieu Amalric        |
| 2018      | Plaire, aimer et courir vite              | Plaire, aimer et courir vite              | Christophe Honoré      |
| 2019      | Jeanne                                    | Jeanne                                    | Bruno Dumont           |
| 2020      | Adolescentes                              | Adolescentes                              | Sébastien Lifshitz     |
| 2021      | Onoda: 10,000 Nights in the Jungle        | Onoda, 10 000 nuits dans la jungle        | Arthur Harari          |
| 2022      | Pacifiction                               | Pacifiction : Tourment sur les Îles       | Albert Serra           |
| 2022      | Saint Omer                                | Saint Omer                                | Alice Diop             |
| 2023      | Animal Kingdom                            | Le Règne animal                           | Thomas Cailley         |
| 2024      | Misericordia                              | Miséricorde                               | Alain Guiraudie        |